# ونانة (ونانة)
ونانة هي إحدى مشيخات المملكة المغربية، تتبع جغرافيا لإقليم وزان وإداريًا لونانة. يقدر عدد سكانها بـ 7463 نسمة حسب الإحصاء الرسمي للسكان والسكنى لسنة 2004.